# Federazione di rugby a 15 del Ciad
La Federazione Rugby XV del Ciad è l'organo che governa il Rugby a 15 nel Ciad.